# Brachymyrmex cavernicola
Brachymyrmex cavernicola é uma espécie de inseto do gênero Brachymyrmex, pertencente à família Formicidae.